# Michael Miabesue Bibi
Michael Miabesue Bibi (Bamessing, Camarões, 28 de julho de 1971) é um clérigo camaronês e bispo católico romano de Buéa.
Em 26 de abril de 2000, Michael Miabesue Bibi recebeu o Sacramento da Ordem para a Arquidiocese de Bamenda.
Em 24 de janeiro de 2017, o Papa Francisco o nomeou Bispo Titular de Amudarsa e Bispo Auxiliar de Bamenda. O arcebispo de Bamenda, Cornélio Fontem Esua, o consagrou bispo em 25 de março do mesmo ano. Co-consagradores foram o Bispo de Kumba, Agapitus Enuyehnyoh Nfon, e o Bispo de Kumbo, George Nkuo.
Desde 28 de dezembro de 2019, foi também Administrador Apostólico da Diocese de Buéa durante a vacância da Sede. 
Em 5 de janeiro de 2021, o Papa Francisco o nomeou Bispo de Buéa, com posse em 25 de fevereiro do mesmo ano.